# Aristotelia elachistella
Aristotelia elachistella is een vlinder uit de familie van de tastermotten (Gelechiidae). De wetenschappelijke naam van de soort is, als Gelechia elachistella, voor het eerst geldig gepubliceerd in 1877 door Zeller.